# Burckhardt Christoph von Münnich
 (mars 2012).
Si vous disposez d'ouvrages ou d'articles de référence ou si vous connaissez des sites web de qualité traitant du thème abordé ici, merci de compléter l'article en donnant les références utiles à sa vérifiabilité et en les liant à la section « Notes et références ».
Burckhardt Christoph von Münnich (9 mai 1683 à Neuenhuntorf, Comté d'Oldenbourg – 16 octobre 1767 (27 octobre dans le calendrier grégorien) à Saint-Pétersbourg) est un militaire et ingénieur allemand ayant servi le royaume de France, le Landgraviat de Hesse-Darmstadt puis celui de Hesse-Cassel, l'Électorat de Saxe et finalement la Russie. Son nom est russifié en Khristofor Antonovitch Minikh (Христофо́р Анто́нович Миних). Il est nommé maréchal d'armée russe et réforme les armées. Puis, il est fait comte en remerciement de ses hauts faits. Il occupe aussi le poste de Premier ministre, puis est exilé en Sibérie.

## Biographie

### Jeunesse

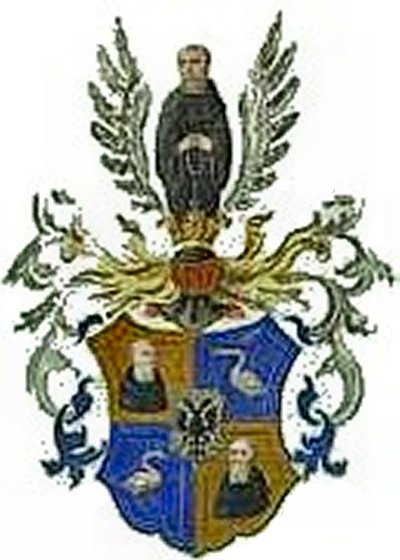
Blason des Münnich.

Son père, Anton Günther von Münnich, est lieutenant-colonel et inspecteur-général en Frise du Nord. Sa famille s'est spécialisée dans l'architecture hydraulique. Son père le forme dès l'enfance[Quoi ?]. Fils de gentilhomme allemand, il est élevé parmi des membres de la noblesse danoise.
Münnich vient en France, à l'âge de seize ans, en 1699. Il est fasciné par Catinat et le maréchal de Luxembourg. Il obtient alors une place d'ingénieur dans l'armée d'Alsace à Strasbourg.
Cependant, du fait de la Guerre de Succession d'Espagne, il repart pour l'Allemagne, où il obtient en 1701, à l'âge de dix-huit ans, une compagnie dans les troupes du landgrave de Hesse. Il combat au siège de Landau.
Son père, devenu le conseiller du duc de Frise orientale, le fait venir auprès de lui et nommer ingénieur en chef de ce pays. En 1706, il reprend du service dans l'armée du landgrave de Hesse et rejoint les troupes du prince Eugène en Italie. Burckhardt de Münnich reçoit le grade de major de la Garde à pied après avoir participé à la bataille de Castiglione et à la prise de plusieurs forteresses.
Münnich passe en Flandres, assiste à la bataille d'Audenarde et se trouve au siège des principales villes du pays. Il se distingue à la bataille de Malplaquet et est nommé lieutenant-colonel. Münnich est « laissé pour mort » et fait prisonnier à la bataille de Denain (1712). On le conduit à Cambrai, où il fait partie de ces prisonniers traités avec tant d'humanité par Fénelon. Il paie lui-même sa rançon.
En 1713, il revient dans sa patrie[Quoi ?], où il est nommé colonel. Le landgrave de Hesse le charge du plan d'un canal, destiné à joindre la Fulda à la Weser. Il construit des écluses à Carlshaven et le canal de Grabenstein.
En 1716, Münnich entre au service de la Pologne du prince-électeur de Saxe, futur roi de Pologne, avec bientôt le grade de général-major et d'Inspecteur général des armées polonaises. Il tue en duel le colonel français Bonnefoux, comme lui au service de la Pologne. Le comte de Fleming le fait éloigner de la Pologne, par jalousie.

### Au service dePierre le Grand
En février 1721, à l'invitation de l'ambassadeur russe à Varsovie, le prince Grigori Dolgorouki, il se rend à Saint-Pétersbourg.
Münnich est employé, tout d'abord, comme ingénieur-général, en Russie. Le tsar Pierre le Grand l'emmène avec lui, pour dresser de nouveaux plans pour l'amirauté, le port de Cronstadt et les fortifications de Riga. Münnich ne plaît pas beaucoup au tsar, car il est jeune, poli et en rien rébarbatif comme ses vieux généraux.[réf. nécessaire] Néanmoins, il reconstruit ses ports, ses forts, pave les rues et les routes, construit des canaux. L'empereur de Russie en est très satisfait, mais ne lui donne la patente de lieutenant-général que contre les plans du clocher de l'église Saint-Pierre de Riga, qui venait d'être consumée par le feu. Il craint la réaction de ses vieux généraux.[réf. nécessaire]
En 1723, Münnich reçoit la mission de continuer les travaux commencés par Pisarev, protégé du prince Menchikov. Il doit unir le grand canal du lac Ladoga, la Volochov, à la Néva. Sous sa direction, les travaux avancent vite.
L'empereur, malade, va jusqu'à dire : « J'espère que les travaux de Münnich me guériront », mais il meurt en 1725. Catherine, son épouse, devient impératrice.

### Au service de CatherineIre

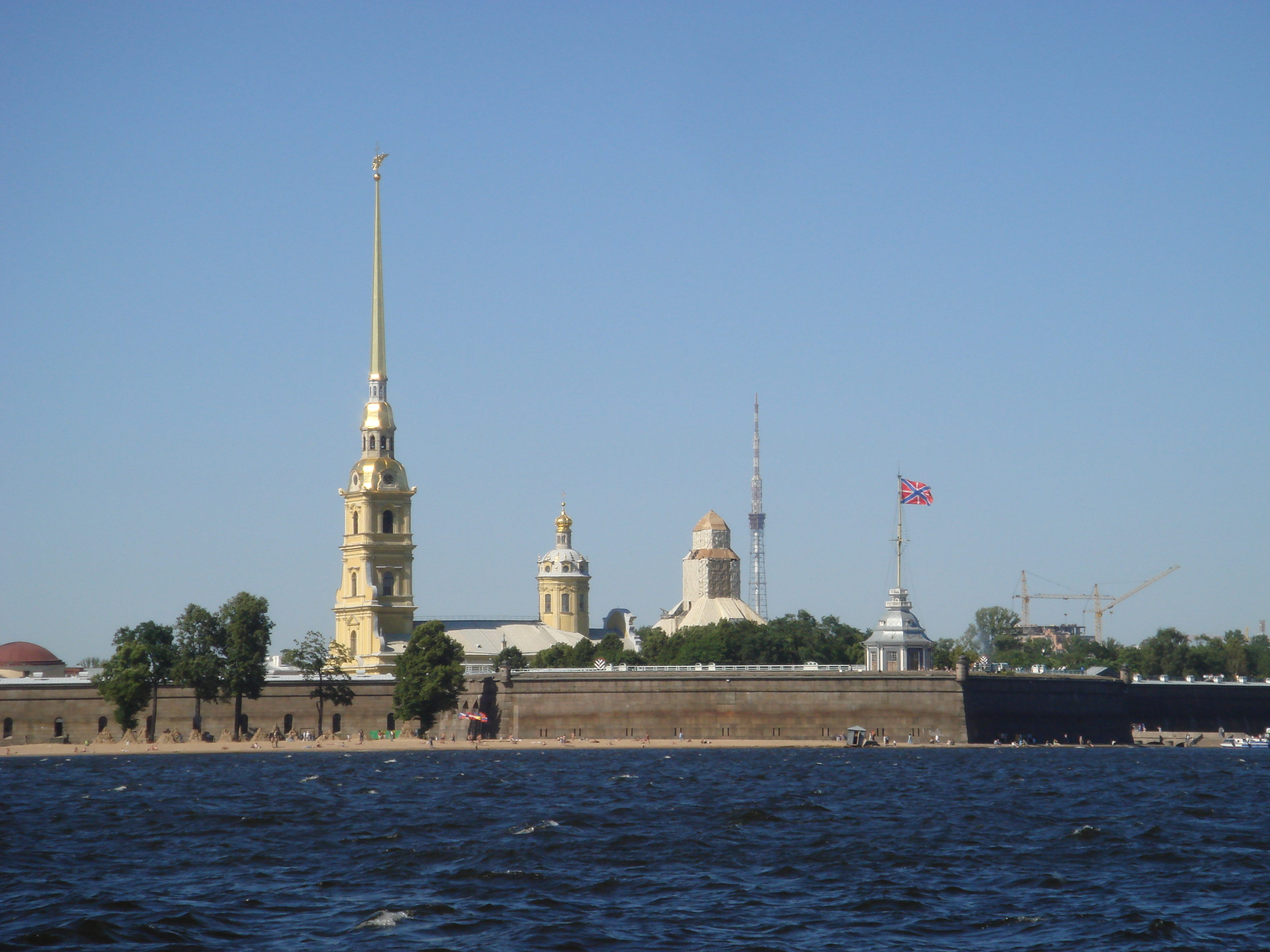
En 1727, Münnich reconstruit la forteresse Pierre-et-Paul, en pierre.

Münnich sait se maintenir en crédit, malgré la haine de Menchikov, favori de l'impératrice. Avec l'aide de 25 000 ouvriers, il termine le canal le 12 juin 1728. La navigation peut y être ouverte, au grand désespoir du prince Menchikov.
Dans le même temps, Münnich reconstruit la forteresse Pierre-et-Paul, en pierre. Il participe à la reconstruction de Kronstadt et fait les plans pour renforcer et moderniser les fortifications de Vyborg et Schlüsselbourg. Pour le récompenser, il est nommé  général de corps d'armée en 1727. Il n'a que quarante-quatre ans.
Catherine décède en 1727. Pierre II devient empereur, le 8 mai 1727. Trop jeune pour diriger personnellement le gouvernement, il laisse le pouvoir passer aux mains de la famille Dolgoroukov qui prend le contre-pied de la politique menée par Pierre le Grand. Pierre II passe, quant à lui, sous l'autorité de Menchikov.

### Au service de Pierre II
Malgré cela, Pierre II le retrouve[précision nécessaire] gouverneur du duché d'Ingrie, de la Carélie et de la Finlande, en 1728. Il est aussi nommé général en chef et fait comte russe et décoré de l'ordre de Saint-Alexandre Nevski.
Le comte Burckhardt de Münnich, se remarie le 18 septembre 1728 à Saint-Pétersbourg, avec Barbara Éléonore de Maltzahn (1691-1774), gouvernante de la grande-duchesse Élisabeth, future impératrice. Il était veuf de Christiane Lucretia von Witzleben (de) et avait plusieurs enfants, dont Louise (1713-1775), Ernst de Munnich (1707-1788) et Sophie.
Dans le même temps, de 1728 à 1729, le comte Minikh (ou Münnich) compile la collection héraldique de Russie qui sera approuvée en 1730 par l'impératrice Anne, car entre-temps Pierre II meurt de la petite vérole le 19 janvier 1730 et la duchesse de Courlande est devenue l'impératrice Anne.

### Réforme de l'armée russe
L'impératrice le nomme feld-maréchal le 27 février 1732 et le place à la tête de l'administration militaire. Le comte Burckhardt de Münnich commence à réformer l'armée pour la mettre au niveau des autres pays européens. Le comte et Biron, jaloux l'un de l'autre, mais rapprochés par la politique, se partagent l'autorité pendant ce règne.
En 1731, il est ministre d'État. En outre, il est, l'année suivante, maréchal et président du Collège militaire.
Le comte a réorganisé l'armée nationale russe. Sur son initiative la Garde impériale devient une unité d'élite de 10 000 hommes. Il crée deux régiments : un régiment d'infanterie, le régiment Izmaïlovski, nommé d'après un village proche de Moscou, où se trouve le manoir familial de l'impératrice, et un régiment de cavalerie, le régiment des dragons de la Garde de Menchikov, très vite renommé régiment des Gardes du Corps à cheval ; cette dernière unité était destinée à rassembler tous les anciens officiers de la Garde à cheval de Pierre le Grand, qui ne remplissaient jusqu'alors, et de manière temporaire, que des fonctions honorifiques. Ils portent des cuirasses. De plus, il forme des unités d'ingénieurs ; son école du corps d'infanterie des cadets gentilshommes ouverte à quatre ou cinq cents jeunes nobles ou fils de notables va fournir pendant presque deux siècles les futures générations d'officiers supérieurs des armées russes. Les exercices physiques et militaires et l'étude des langues étrangères, de l'art de la guerre et de la science sont une nouveauté en Russie. Enfin, Münnich modifie, toujours en 1732, le système du recrutement en Russie. Une recrue pour 350 paysans avec possibilité de rachat.
En outre, il fait venir des officiers étrangers et augmente les soldes. Münnich crée douze régiments de cuirassiers et des unités de hussards. Le prince Eugène approuve ses réformes.
Voltaire nous dit à propos de la Russie vers 1730 que : 

« Le gouvernement entretenait alors dix mille hommes de gardes; cent bataillons qui faisaient le nombre de soixante mille hommes ; vingt mille dragons ; deux mille cuirassiers; ce qui montait au nombre de quatre-vingt-douze mille hommes de troupes réglées ; trente mille de milice, et autant de Cosaques, de Tartares et de Kalmouks qu'on voulait assembler de sorte que cette puissance pouvait mettre, sans faire d'efforts, cent soixante-dix mille hommes en campagne. La flotte russienne était évaluée alors à douze vaisseaux de ligne, vingt-six vaisseaux d'un ordre inférieur, et quarante galères. »

— Histoire de mon temps, chapitre Ier, Introduction, 1740.

### La guerre de Succession de Pologne

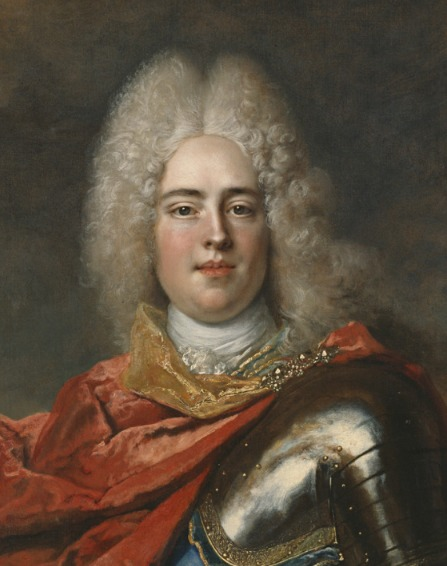
En 1735, Münnich place le prince Poniatowski sur le trône de Pologne.

La tsarine Anne le nomme  ministre de la Guerre et membre du Conseil privé de l'impératrice, surnommé le parti des Allemands. Le comte Osterman et Biron, les favoris, l'éloignent de la cour en 1733 et lui confient la guerre de Succession de Pologne. Bühren, qui francise son nom en Biron, s'entoure lui-même pourtant de ministres et généraux allemands, dont le but essentiel est de s'enrichir. Ensemble, ils inaugurent en Russie un régime de terreur, favorisent la délation, déboussolent le pays. On appelle cette époque la bironovchtchina.
Arrivé au front, Münnich chasse Stanislas Leszczynski de Pologne (1734). En 1735, Münnich prend Dantzig. Osterman et Biron critiquent la durée du siège, mais Münnich est en infériorité numérique. De plus, il n'a presque pas d'artillerie à sa disposition. Le comte de Münnich enseigne aux Russes l'art de conduire des sièges comme Pierre le Grand leur avait appris à gagner des batailles et il réussit à priver les Polonais du secours de la mer.
Münnich fait payer aux habitants de Dantzig leur dévouement à la cause de Stanislas. Il place le prince Poniatowski sur le trône de Pologne.

### Guerre russo-turque (1735-1739)
La tsarine, excitée par le comte de Münnich et par plusieurs autres étrangers, résolut de réparer, par la guerre contre les Ottomans, des siècles de revers militaires et de pertes de territoires.
Münnich entame cette guerre à l'automne 1735. Le 20 mai, au début de la campagne, il combat 100 000 Tatars de Crimée, armés par les Ottomans. Il ne parvient pas à soumettre la Sublime Porte, mais il porte ses armes jusqu'à la forteresse d'Azov qu'il prend en octobre 1736. Puis, il libère la Crimée du joug ottoman avec seulement 54 000 hommes. 80 000 charriots transportent le ravitaillement et les munitions dans ces contrées désertiques. Des bandes armées tartares les attaquent sans cesse. Ils inventent les bataillons progressant en formation carrée.
Au bout de l'isthme qui joint la Crimée au continent, les armées de Münnich se retrouvent en face d'un profond fossé protégé par six tours et la forteresse de Perekop. En deux jours il franchit le fossé, l'épée à la main[réf. nécessaire] et met en déroute 100 000 Tartares. Il prend Perekop le 30 mai 1736, ce qui stupéfait ses adversaires.[réf. nécessaire]
Ses généraux lui conseillent de bâtir un camp retranché et de se préparer aux attaques des Ottomans et des Tartares, mais Münnich décide d'attaquer et, malgré l'échec d'un de ses généraux et l'insubordination d'autres généraux, il prend Kozlov et peut ravitailler ses troupes affamées, et les payer, grâce à un riche butin.
Le 27 juin 1736, Münnich pénètre dans le camp des Tartares à la tête d'un bataillon de la Garde impériale et les met en déroute. Il prend  Bakhtchissaraï et d'autres villes-forteresses. À cause de l'insubordination de ses troupes et d'une grave épidémie, il doit se replier sur la Russie.
Münnich y est accueilli en héros, mais il ne pense qu'à retourner sur les bords de la Mer Noire mener une guerre à outrance contre les Turcs. Il refuse d'envoyer un corps auxiliaire à la Hongrie qui vient d'entrer en guerre et c'est avec 70 000 hommes qu'il passe le Dniepr, le 6 mai 1737. Il encercle et prend Otchakov. L'explosion de la poudrière provoque la mort de 6 000 Turcs.
Münnich refuse une paix séparée avec les Turcs. En 1738, il avance au-delà du Boug et arrive au bord du Dniestr avec 55 000 hommes. Il reçoit l'ordre de prendre Khotin, malgré un ennemi supérieur en nombre, fortement retranché et des troupes très fatiguées. La peste décime ses troupes. Son armée doit retourner en Russie.
Münnich revient en 1739 en Petite Russie et en Bessarabie, en passant par la Pologne qui est pourtant neutre. À la bataille de Stavuchany (en), il attaque 80 000 Turcs fortement retranchés avec 20 000 hommes sans bagage. Il comprend que le sort de la Russie est entre ses mains. La Pologne et la Suède s'apprêtent en cas de défaite russe à attaquer l'Empire. Celui que l'on a surnommé « le faucon »[réf. nécessaire] voit que du côté gauche les Turcs sont très faibles, croyant être protégés par des marais. Les pontonniers russes construisent vingt ponts et leur armée se jette sur les Turcs qui les attendent du côté droit. L'artillerie de Münnich écrase sous son feu meurtrier 20 000 janissaires. Le lendemain, il prend Khotin sans combat.
L'Autriche fait la paix, alors que Münnich se dirigeait vers la Grèce pour la conquérir. La tsarine, mal conseillée par Biron fait de même. Au Traité de Belgrade, grâce à Münnich, la Russie acquiert définitivement Azov et la Bessarabie. Toutefois les vaisseaux russes ne peuvent naviguer sur la mer Noire et une partie des conquêtes de Münnich sont rendues aux Turcs. Ses offensives victorieuses ont permis aux Autrichiens de progresser en Valachie et en Bosnie. Seule la menace suédoise n'a pas permis à Münnich d'aller plus loin. Il est décoré par Anna Ivanovna de l'ordre de Saint-André. Les Russes le surnomment « le pilier de l'Empire russe ».[réf. nécessaire] La gloire de Münnich est sans bornes. L'empereur Charles VI d'Autriche écrit qu'il n'aurait pas signé le Traité de Belgrade avec un tel général.
À partir de cette guerre gagnée par Münnich, les Russes vont avoir du mépris pour les armées ottomanes qu'ils avaient jusqu'ici redoutées.

### La paix

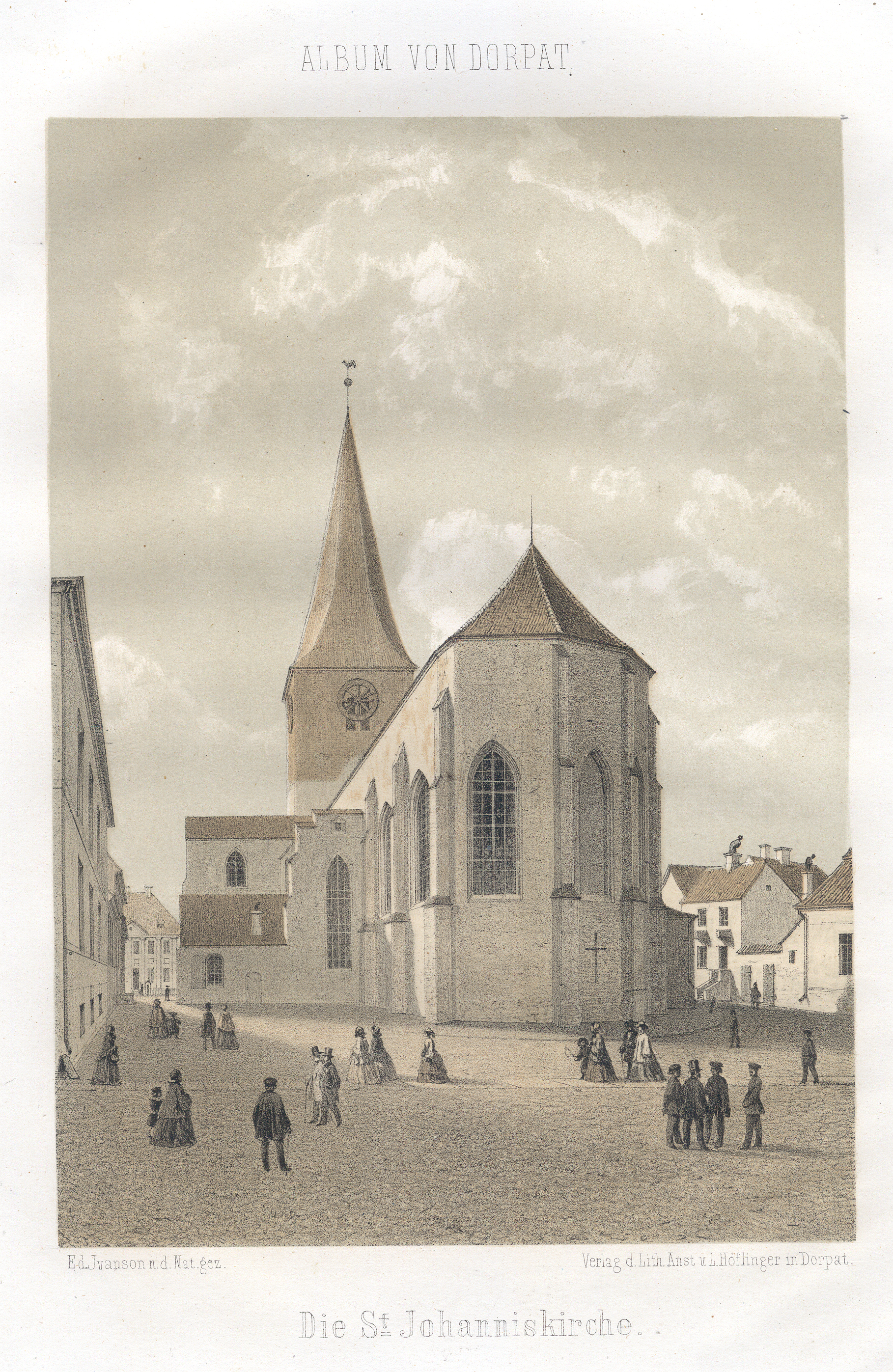
Pendant qu'il négocie une alliance russo-française, Burckhardt de Münnich fait construire une chapelle funéraire dans le côté occidental de l'église Saint-Jean de Tartu, formant un nouveau portail baroque.

Avant la paix, mais en 1738, le Hongrois Tóth est envoyé par la France auprès du commandant de l'armée russe. Tóth décrit dans son compte-rendu l'état de l'armée russe dont le camp se trouvait sur le bord du Dniestr. L'année suivante, Tóth revoit le comte de Münnich qui propose par l'intermédiaire de l'agent hongrois une alliance russo-française au chef de la diplomatie française. Ce projet n'aboutira pas.
Le comte Burckhardt de Münnich termine la construction du canal du lac Ladoga et ses trente-deux écluses en 1738.
Le 19 novembre 1740, le maréchal Münnich, en accord avec la tsarine, fait arrêter le régent Biron qui est emprisonné à la prison de Schlüsselbourg. Cette prison accueille les opposants et les princes ou les politiques victimes des rivalités à la cour.

### Au service d'Anna Léopoldovna
Anna Léopoldovna, mère de l'empereur Ivan VI de Russie, est proclamée régente fin 1740. Münnich devient son Premier ministre, ce qui le déçoit profondément[réf. nécessaire]. La régente laisse les ministres gouverner. Münnich crée un Règlement des fabriques fixant les relations entre les propriétaires et leurs ouvriers et règlementant la journée de travail.
Il veut faire une alliance avec la Prusse, mais la régente préfère s'allier avec les Autrichiens, d'où une nouvelle répartition des pouvoirs entre les ministres en Russie. Münnich ne conserve que l'armée et restitue les Affaires étrangères au comte Ostermann. Puis, il n'a plus rien. Il tombe très malade et on pense à un empoisonnement. Après sa guérison, la régente lui accorde une pension de 15 000 livres et une garde d'honneur. Sa famille et lui vivent paisiblement à Saint-Pétersbourg jusqu'au jour où le pouvoir passe entre d'autres mains.
Des dissensions apparaissent entre les ministres, compromettant la stabilité et le crédit du gouvernement. Par ailleurs, la noblesse russe reproche à la régente le caractère trop germanique de son entourage. Un sentiment national anti-allemand apparaît et l'opinion publique se tourne vers Élisabeth Petrovna, fille de Pierre le Grand et jugée plus « russe » qu'Anna Léopoldovna, et francophile.

### L'exil en Sibérie, règne d'ÉlisabethIre
Le 27 janvier 1742, Münnich est condamné à être écartelé, car il est un partisan du jeune empereur Ivan VI de Russie, emprisonné depuis la prise de pouvoir d'Élisabeth. Cette révolte de palais frappe surtout les officiers, dits étrangers bien que naturalisés, qui étaient à l'origine des victoires de la Russie contre la Pologne ou l'Empire ottoman. L'accusation officielle est « détournement de fonds destiné à un hôpital ». Burckhardt de Münnich est arrêté sur le chemin de la frontière, et ramené à Saint-Pétersbourg pour y être exécuté. Une autre version nous dit qu'il est arrêté dans son lit, même s'il songeait à partir pour la Prusse.
Au dernier moment, il est retiré de l'échafaud, puis envoyé en Sibérie à Pelym (en) par l'impératrice, Élisabeth. Pendant vingt ans, de 1742 à 1762, il vit en exil en Sibérie dans la plus affreuse misère. Il occupe la maison de Biron et croise celui-ci venant d'être libéré à Kazan. Burckhardt de Münnich cultive lui-même son petit jardin. Il devient instituteur d'enfants de la région, écrit beaucoup et dessine des plans militaires et civils.
Tous ses biens sont confisqués et son fils, Ernest de Münnich, exilé de la cour. Au bout de quelques d'années d'exil, il réussit à terroriser les fonctionnaires locaux qui craignent d'être châtiés pour leurs abus quand Münnich retournera à la cour. Cela lui permet, même sans fortune, d'aider à nouveau les pauvres, qui sont même parfois d'anciens hommes riches et puissants, comme lui.[réf. nécessaire]

### Au service dePierre III de Russie

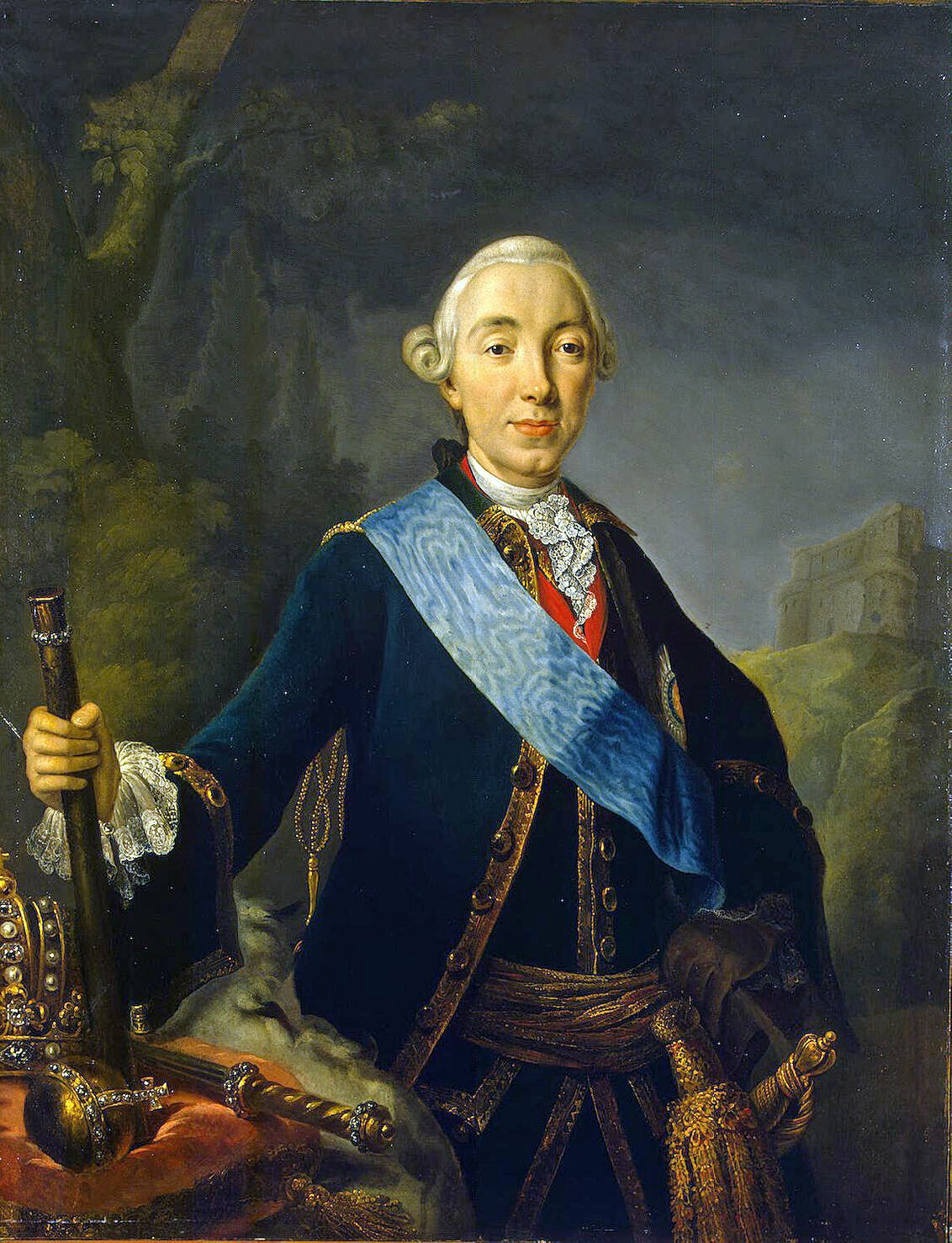
En 1762, Pierre III le rappelle, mais est très rapidement arrêté et assassiné dans sa cellule.

Élisabeth décède le 5 janvier 1762. Devenu tsar, Pierre III le rappelle. Münnich a 79 ans, mais il conserve toute sa vigueur et surtout une ardeur infatigable. De Moscou à la capitale, sa marche est triomphale. Tous les militaires qui avaient servi sous ses ordres accourent pour le voir et répandent des larmes de joie, mais surtout il retrouve son fils unique et la comtesse de Vitinghof, sa petite-fille.[réf. nécessaire]
Pierre III le comble de bienfaits et lui rend tous ses titres, mais il arrête aussi la guerre au moment où Frédéric II de Prusse apparaît pourtant comme vaincu. En quelques mois, Pierre réussit à se faire détester de tous ceux qui pourraient lui être favorables à la cour. Un premier oukase oblige l'armée à se vêtir d'uniformes prussiens. Un second oblige les popes à se couper la barbe et à s'habiller comme des pasteurs protestants. Les icônes sont enlevées des églises, et les biens du clergé orthodoxe sont confisqués.
Au printemps 1762, Pierre III s'apprête à déclarer la guerre au Danemark afin de s'emparer du Schleswig et de l'annexer à son duché de Holstein. Il assigne Catherine à Peterhof et part rejoindre ses troupes à Cronstadt.
La future tsarine, qui a peur pour sa vie, décide de prendre le pouvoir par la force et de renverser son époux, avec l'aide du comte Panine et des frères Orlov. Ceux-ci soudoient une centaine de soldats des régiments Préobrajenski et Izmaïlovski qui servent d'escorte à Catherine dans sa marche vers Saint-Pétersbourg. Après quelques hésitations, les autres régiments se joignent à eux. À son arrivée dans la capitale, Catherine est accueillie triomphalement et reconnue par le clergé et le sénat.

### Au service deCatherine II
Münnich avait conseillé le tsar face à l'agitation qui a mené Catherine au pouvoir, mais, Pierre était trop faible. Il va être très rapidement assassiné. Il se met néanmoins au service de Catherine. Celle-ci le nomme directeur général des canaux et des ports de Russie. Certes, Münnich veut chasser les Turcs d'Europe et rétablir l'Empire romain d'Orient, mais il n'a plus d'influence politique personnelle sur la conduite de la guerre.
Il meurt à 84 ans et est enterré dans sa propriété non loin de Dorpat (de nos jours Tartu en Estonie).

## Hommages
la Grande Catherine dira de lui « Si Münnich n'est pas un des enfants de la Russie, il en est l'un des pères ». Frédéric le Grand professe une grande admiration pour ses exploits et l'appelle « le Prince Eugène des Moscovites ». Voltaire écrit de son côté : C'était le prince Eugène des Moscovites ; il avait les vertus et les vices des grands généraux : habile, entreprenant, heureux ; mais fier, superbe, ambitieux, et quelquefois trop despotique, et sacrifiant la vie de ses soldats à sa réputation. Franz Lacy, Keith, Löwendal, et d'autres habiles généraux, se formaient dans son école.
D'après Hermann von Manstein, son aide de camp : Le Comte de Münnich est un vrai contraste de bonnes et de mauvaises qualités. Poli, grossier, humain, emporté, tour à tour, rien ne lui est plus facile que de gagner les cœurs de ceux qui ont affaire à lui. Mais soudain, un instant après, il les traite d'une manière si dure qu'ils sont forcés pour ainsi dire de le haïr. Dans de certaines conditions, on l'a vu généreux, dans d'autres d'une avarice sordide. C'est l'homme du monde qui a l'âme la plus haute et cependant on lui a vu faire des bassesses. L'orgueil est un vice dominant. Dévoré sans cesse par une ambition démesurée, il a tout sacrifié tout au monde pour la satisfaire. Un des meilleurs ingénieurs de l'Europe, il a été aussi un des plus grands capitaines de son siècle. Souvent téméraire dans ses entreprises, il a toujours ignoré ce que c'est que l'impossible. D'une stature haute et imposante, et d'un tempérament robuste et vigoureux, il semble être né général.
Ernst Gideon von Laudon et Franz Lacy ont fait leur apprentissage sous ses ordres devant Otchakov et Khotin.
Burckhardt de Münnich est enterré dans sa terre de Lunia en Livonie. Malgré son rôle de bâtisseur de la Russie moderne, sa tombe fut profanée et en partie détruite par les Soviétiques.
Le 37e dragon portait son nom du temps de la Russie impériale.

## Famille et descendance

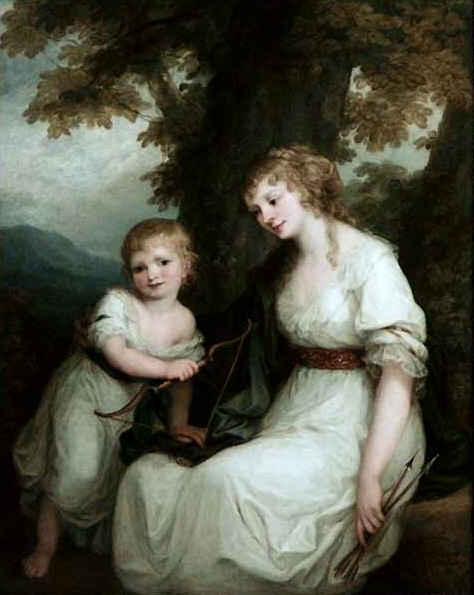
Madame de Krüdener, peinte en 1786 avec son fils Paul, ses descendants.

Le comte Burckhardt de Münnich a eu dix sept enfants de sa première femme, Christiane Lucretia de Witzleben. Quatre seulement lui survivent, mais ils auront une nombreuse descendance. Il n'a pas d'enfants de sa seconde épouse.
Ernst de Münnich (1707-1788), son fils, est membre du ministère du Commerce. L'impératrice l'emploie principalement à la constitution du Musée de l'Ermitage dont il tient lui-même le catalogue des œuvres les premières années. Et bien qu'il signe, en 1766, un traité de commerce entre la Russie et l'Angleterre, son rôle de fondateur du Musée de l'Ermitage restera son titre de gloire. Le comte Ernest de Münnich est conseiller privé de l'impératrice, chevalier des ordres de Saint-Alexandre-Nevsky et de l'aigle blanc de Pologne.
Madame de Krüdener est l'une de ses arrière-petites-filles.

## Son œuvre
Münnich a écrit plusieurs ouvrages :
- Recueil des écluses du canal de Ladoga, publié en 1765.
- Ébauche pour donner une idée de la forme du gouvernement russe, publié à Copenhague par Leipsick Breitkopf, en 1774.
- Ses Mémoires sont disparues à tout jamais dans les Archives russes.